# Musée national de Zaječar
Le musée national de Zaječar (en serbe cyrillique : Народни музеј Зајечар ; en serbe latin : Narodni muzej Zaječar) est un musée situé à Zaječar, dans l'est de Serbie. Il a été créé en 1951.

## Bâtiment

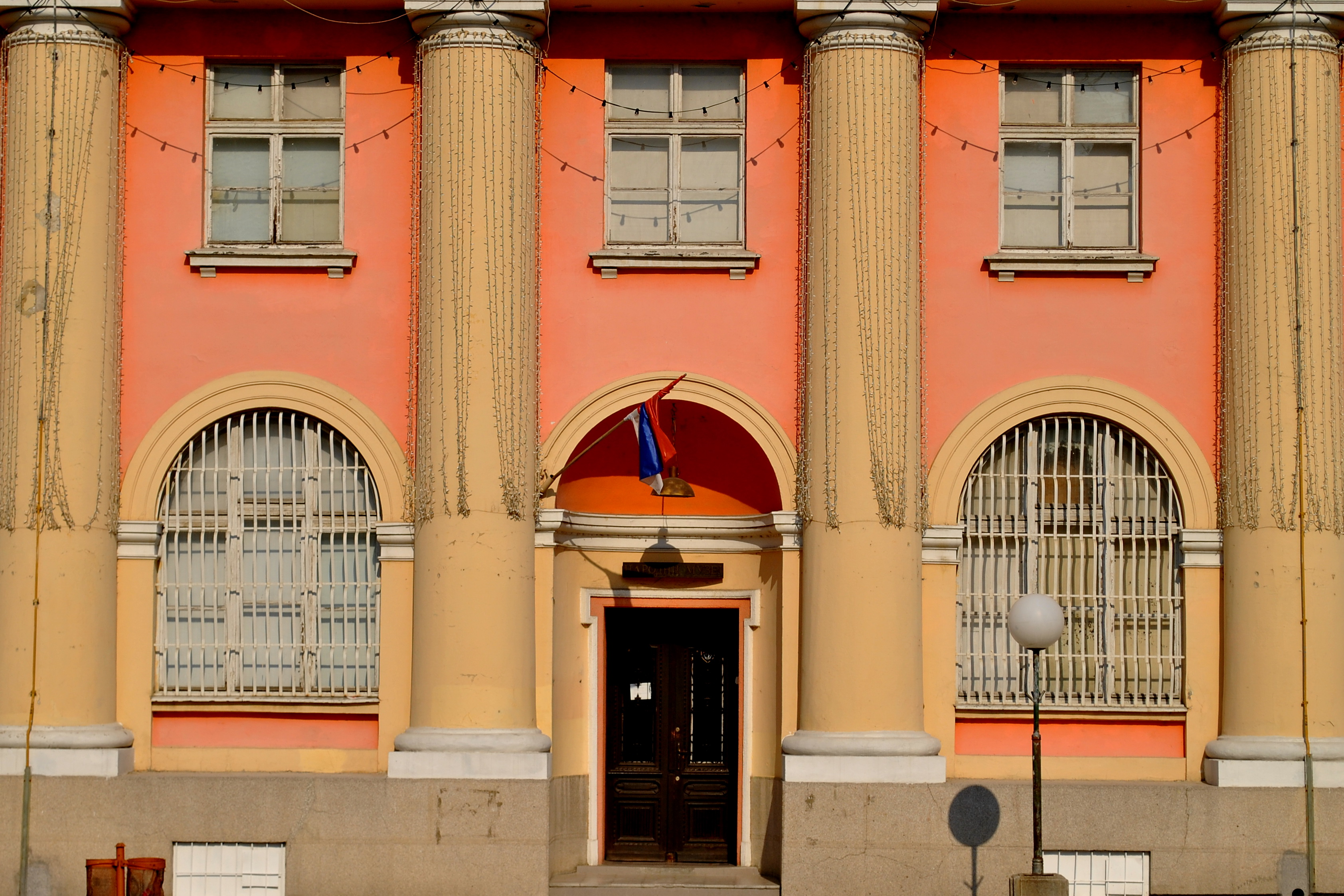
Détail de l'entrée du musée.

Le bâtiment principal du musée, autrefois situé 2 rue Moše Pijade, aujourd'hui 2 rue Dragoslava Srejovića, est inscrit sur la liste des monuments culturels protégés de la république de Serbie (identifiant no SK 994),.
L'édifice, construit dans l'entre-deux-guerres, est constitué d'un rez-de-chaussée et d'un étage. Son caractère massif est souligné par une série de piliers doriques, qui s'élèvent sur les deux niveaux, qui rythment la façade principale et qui supportent la corniche du toit.
Le bâtiment du Musée national de Zaječar représente l'une des constructions publiques remarquables de la ville après 1920, avec l'objectif d'abriter une institution culturelle importante pour toute la région de Timok.

## Collections
Le musée abrite des collections d'archéologie, d'ethnologie, d'histoire et d'histoire de l'art.

## Sites
En plus des collections permanentes du bâtiment principal, le musée gère la Fondation Nikola Pašić, le konak de Radul-bey et le site archéologique de Felix Romuliana, inscrit sur la liste des sites archéologiques d'importance exceptionnelle de la république de Serbie (code : AN 40), et, depuis 2007, sur la liste du patrimoine mondial de l'UNESCO.

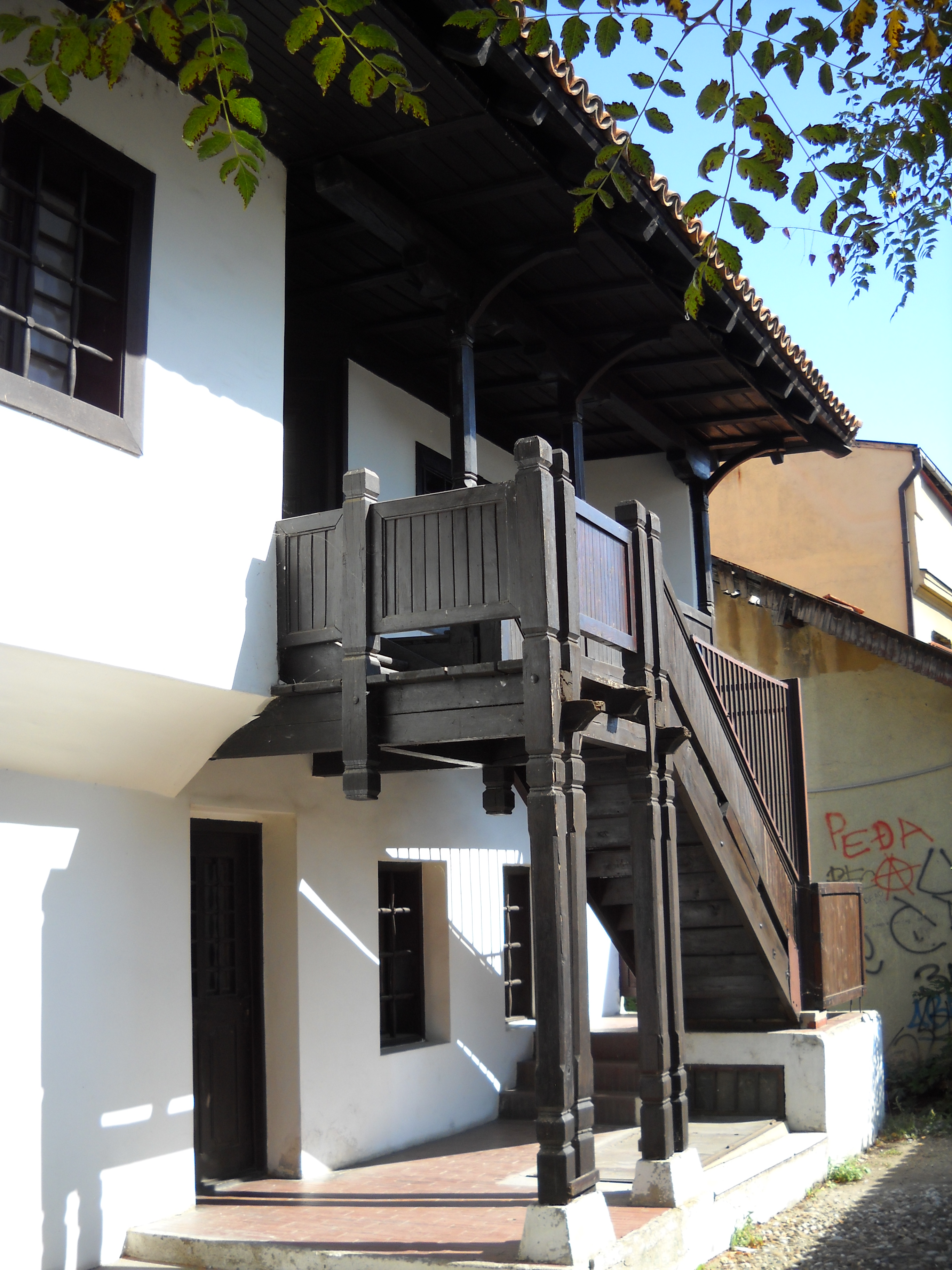
Le konak de Radul-bey (façade sur cour)
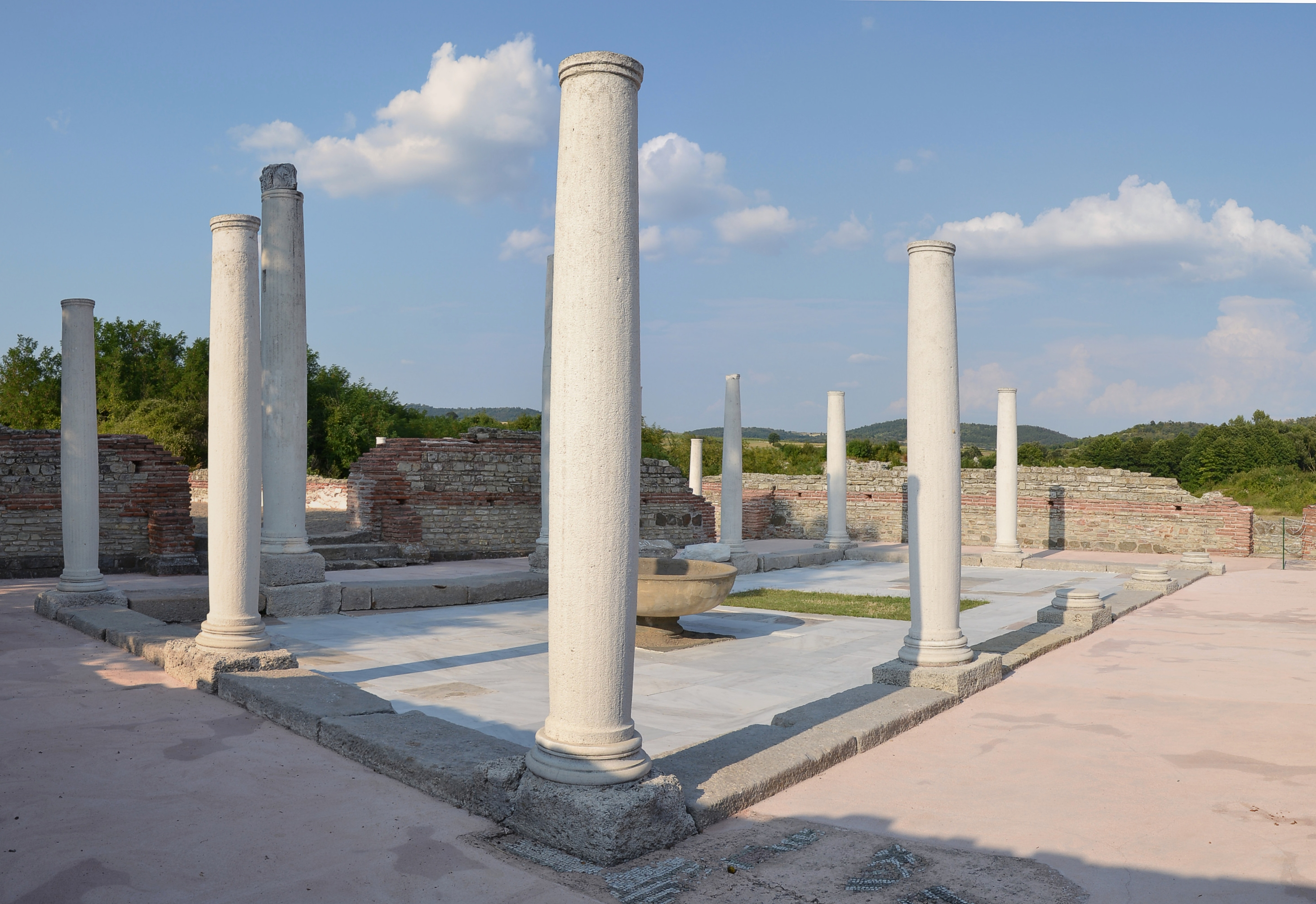
Vue du site de Felix Romuliana

## Activités
Le musée participe chaque année à la Nuit des musées.